# Кломбицька Галина Іванівна
Галина Іванівна Кломби́цька (нар. 21 листопада 1933, Одеса) — українська художниця декоративно-ужиткового мистецтва, скульпторка; членкиня Харківської організації Спілки радянських художників України з 1964 року.

## Біографія
Народилася 21 листопада 1933 року в місті Одесі (нині Україна). Протягом 1950—1955 років навчалась в Одеському художньому училищі, де її викладачами були Михайло Жук, Антон Чубін, Федір Чувакін, Леонід Мучник, Діна Фруміна.
Після здобуття мистецької освіти працювала на Будянському фаянсовому заводі: у 1958–1996 роках — старшою скульпторкою, у 2001–2005 роках — скульпторкою. Членкиня КПРС з 1966 року.
Жила в селищі міського типу Будах, в будинку на вулиці Миколи Гоголя, № 6 а, квартира 5, потім в будинку на вулиці Миколи Гоголя, № 8, квартира 23.

## Творчість
Працювала в галузі декоративного мистецтва (кераміка та фаянс). Створювала скульптури малих форм та фігурні посудини, модульні форми сервізів. 250 її художніх розробок затверджено для масового виробництва. Серед робіт:
скульптури
- «Адажіо з „Лебединого озера“» (1958);
- «Вітерець» (1959);
- «Матрьошки» (1960);
- «Ягнятко» (1966);
- «Курочка Ряба» (1968);
- «Телячі ніжності» (1968);
- «На ярмарку» (1969);

вази
- «На просторах Вітчизни» (1967);
- «У сільській хаті» (1969);
- «Гончар» (1970);
- «Весна» (1980);
- серії ваз:
  - «Птахи» (1975—1979);
  - «Леви» (1975—1979);

сервізи
- «Малогабаритний» (1966);
- «Черевички» (1974);
- «Віночок» (1980);
- «Синя троянда» (1991);
- «Чай удвох» (2000);
- «Ренесанс» (2004);

декоративні тарелі
- «Весна» (1966);
- «Лукш» (1970);
- «Лісові мелодії» (1976);
- «Кричать сови, спить діброва» (1976);
- «Як у Омелечка невелика сімеєчка» (1997, фаянс, підполив'яний розпис).

Брала участь у республіканських виставках з 1960 року, всесоюзних — з 1961 року, зарубіжних — з 1959 року. Персональні виставки відбулися у Харкові у 1984, 2004 роках, Києві у 1987 році, Краснограді у 1988 році.
Деякі вироби зберігаються у Національному музеї українського народного декоративного мистецтва та Національному музеї історії України у Києві, Харківському, Сумському, Дніпровському художніх музеях, Диканському історико-краєзнавчому музеї, Шевченківському національному заповіднику в Каневі, Державному музеї кераміки «Садиба Кусково 18 століття» у Москві.

## Відзнаки
- Срібна медаль ВДНГ УРСР (1971);
- Заслужений майстер народної творчості України з 2003 року.